# 마이애미데이드군

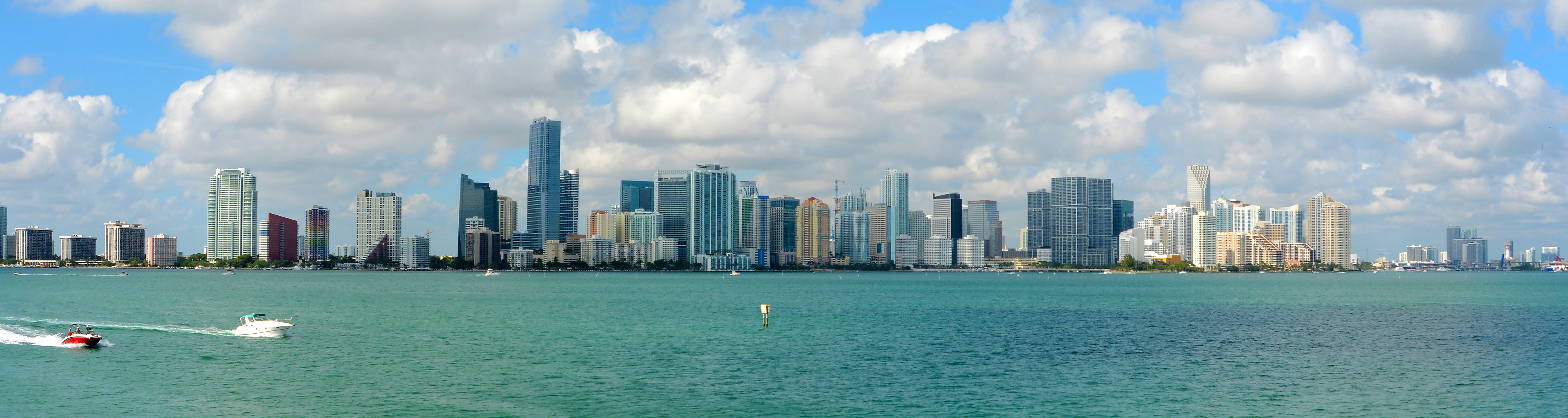

마이애미데이드군(영어: Miami-Dade County)은 미국 플로리다주 남동부에 위치한 군이다. 미국 본토에서 최남동단의 군이다. 2010년 인구조사에서, 이 군은 2,496,435명의 인구를 기록했으며, 플로리다에 있는 군과 가장 인구가 많은 미국의 일곱 군 중에는 가장 많은 인구를 기록했다. 이 군은 면적으로 비교할 때, 5,040 km2로 플로리다에서 세번 째로 큰 군이다. 군청 소재지는 마이애미이다.
마이애미 데이드 군에는 마이애미 포트로더데일, 웨스트 팜 비치, 플로리다 메트로폴리티 통계 지구가 포함되어 있다.

## 인구
| 인구조사                                                      | 인구      | Note  | %±     |
| ------------------------------------------------------------- | --------- | ----- | ------ |
| 1840년                                                        | 446       |       | —      |
| 1850년                                                        | 159       |       | −64.3% |
| 1860년                                                        | 83        |       | −47.8% |
| 1870년                                                        | 85        |       | 2.4%   |
| 1880년                                                        | 257       |       | 202.4% |
| 1890년                                                        | 861       |       | 235.0% |
| 1900년                                                        | 4,955     |       | 475.5% |
| 1910년                                                        | 11,933    |       | 140.8% |
| 1920년                                                        | 42,753    |       | 258.3% |
| 1930년                                                        | 142,955   |       | 234.4% |
| 1940년                                                        | 267,739   |       | 87.3%  |
| 1950년                                                        | 495,084   |       | 84.9%  |
| 1960년                                                        | 935,047   |       | 88.9%  |
| 1970년                                                        | 1,267,792 |       | 35.6%  |
| 1980년                                                        | 1,625,781 |       | 28.2%  |
| 1990년                                                        | 1,937,094 |       | 19.1%  |
| 2000년                                                        | 2,253,362 |       | 16.3%  |
| 2010년                                                        | 2,496,435 |       | 10.8%  |
| 2019 (추산)                                                   | 2,716,940 | [ 4 ] | 8.8%   |
| U.S. Decennial Census 1790–1960 1900–1990 1990–2000 2010–2019 |           |       |        |

## 같이 보기
- 플로리다주의 군 목록